# Gołaszyn (województwo lubuskie)
Gołaszyn – wieś w Polsce, położona w województwie lubuskim, w powiecie nowosolskim, w gminie Nowe Miasteczko.
W latach 1975–1998 miejscowość położona była w województwie zielonogórskim.

## Integralne części wsi

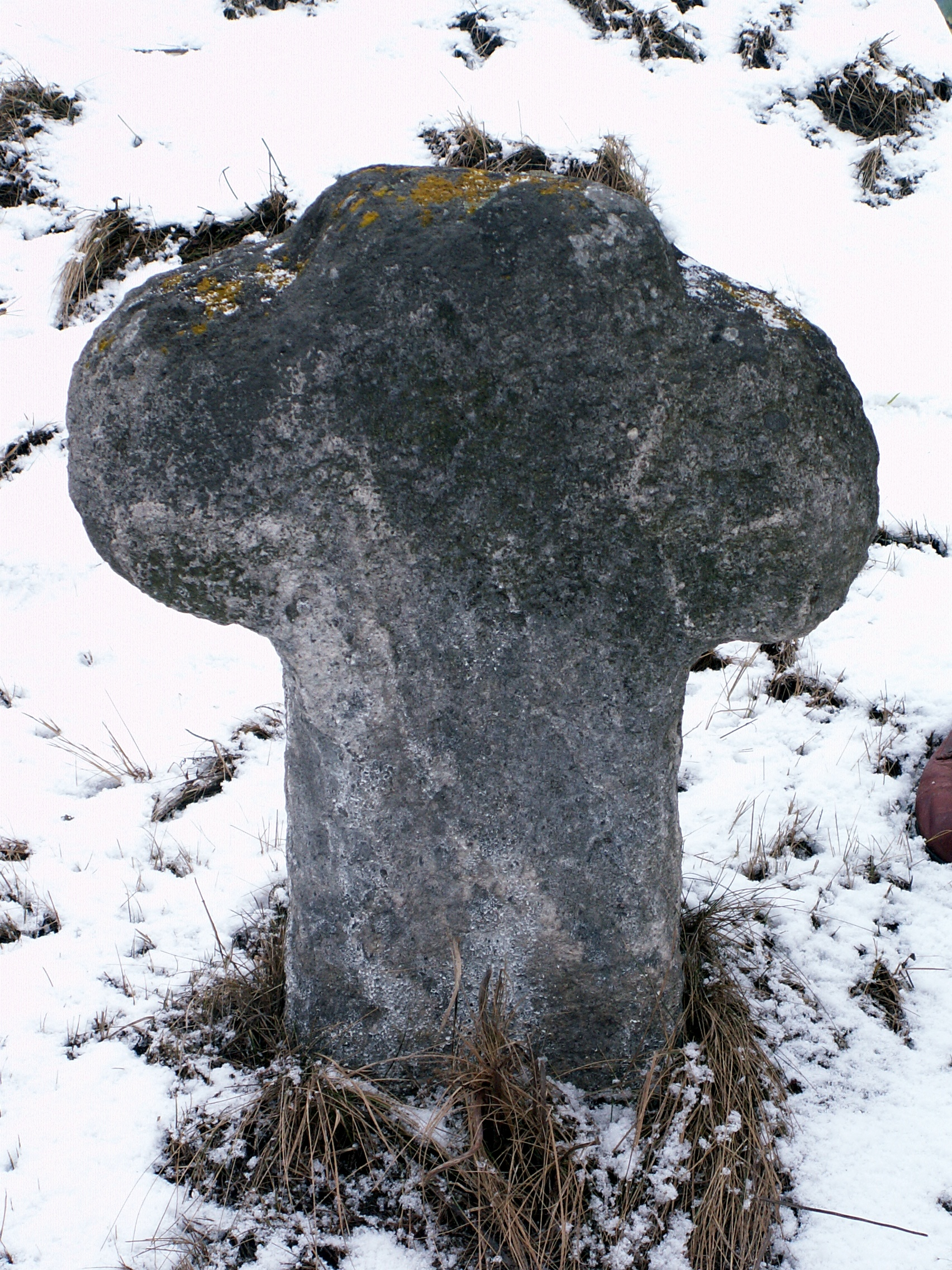
Krzyż kamienny

| SIMC    | Nazwa       | Rodzaj    |
| ------- | ----------- | --------- |
| 0912385 | Osada Leśna | część wsi |

## Zabytki
Do wojewódzkiego rejestru zabytków wpisane są:
- kościół filialny pod wezwaniem św. Marcina, gotycki z drugiej połowy XIII wieku, przebudowany w XV wieku, w połowie XVI wieku, w 1883 roku, murowany z kamienia polnego
  - ogrodzenie z bramką, z XVI wieku
- zespół folwarczny, ul. Gołaszyn 12, z XVIII wieku-XIX wieku:
  - dwa domy mieszkalne
  - budynek mieszkalno-gospodarczy
  - obora
  - chlewnia
  - stodoła

inne zabytki:
- stary kamienny krzyż niewiadomego wieku, być może późnośredniowieczny, i nieznanej przyczyny fundacji. Z krzyżem związane są legendy starające się wytłumaczyć jego pochodzenie. Według jednej z nich jest to krzyż upamiętniający śmierć dwóch rzeźników w tym miejscu, według innej legendy zabici zostali dwaj nielegalni handlarze bydła[7]. Kolejna legenda, najpopularniejsza w ostatnich dziesięcioleciach, mówi, że jest to tzw. krzyż pokutny, czyli krzyż fundowany przez zabójcę w wyniku jego umowy pojednawczej z rodziną zabitego. Przypuszczenie to nie ma oparcia w żadnych dowodach ani badaniach, a jest oparte jedynie na nieuprawnionym założeniu, że wszystkie stare kamienne krzyże monolitowe, o których nic nie wiadomo, są krzyżami pokutnymi[8], chociaż w rzeczywistości powód fundacji takiego krzyża może być różnoraki, tak jak każdego innego krzyża. Ta ostatnia legenda stała się na tyle popularna, że zaczęła być odbierana jako fakt i pojawiać się w lokalnych opracowaniach, informatorach czy przewodnikach jako pewna informacja, bez uprzedzenia, że jest to co najwyżej luźna hipoteza bez żadnych bezpośrednich dowodów.

## Demografia
Liczba mieszkańców miejscowości w poszczególnych latach:
| Rok  | Ilość mieszkańców |
| ---- | ----------------- |
| 1998 | 394               |
| 2002 | 434               |
| 2009 | 411               |
| 2011 | 401               |
| 2021 | 336               |